# 白记水饺
白记水饺創立於1890年，是中國天津的清真老店。原址最早在南市鸟市游艺场，因创始人白文华而得名。他用冷麵团作皮，牛肉和羊肉作馅，煮制而成。2000年被中国烹饪协会确认为“中华名小吃”，2001年7月28日白记饺子在天津菜烹饪大赛上荣获金奖。